# Gustav Wagner
Gustav Franz Wagner, född 18 juli 1911 i Wien, död 3 oktober 1980 i Atibaia, var en österrikisk SS-Oberscharführer. Han var delaktig i Nazitysklands så kallade eutanasiprogram Aktion T4 och i Operation Reinhard. Wagner var ställföreträdande kommendant för förintelselägret Sobibór från september 1942 till november 1943.

## Biografi
I början av andra världskriget deltog Wagner i Nazitysklands eutanasiprogram, Aktion T4; han var placerad i Hartheim.
I förintelselägret Sobibór var Wagner kommendanten Franz Stangls närmaste man, och när Stangl i september 1942 blev kommendant i Treblinka, utsågs Wagner till Sobibórs nye kommendants, Franz Reichleitners, ställföreträdare. Flera ögonvittnen har senare vittnat om Wagners känslokyla och sadism. Wagner slog eller sköt egenhändigt ihjäl interner, även spädbarn. Till följd av detta fick han öknamnet ”Welfel” (jiddisch ’vargen’).

### Efter andra världskriget
Efter andra världskrigets slut flydde Wagner tillsammans med Stangl till Brasilien, där han 1950 beviljades permanent uppehållstillstånd. Wagner levde under namnet Günther Mendel fram till sin arrestering den 30 maj 1978. Simon Wiesenthal hade spårat upp honom. Wagner begärdes utlämnad av staterna Israel, Österrike, Polen och Västtyskland, men de brasilianska myndigheterna vägrade att tillmötesgå deras begäran.
I juni 1979 intervjuades Gustav Wagner av den brittiske journalisten Tom Bower för BBC. Intervjun publicerades i veckotidningen The Listener. På frågan om hur Wagner kände inför sin delaktighet i mördandet i Sobibór svarade han:
| ” | Jag hade inga känslor... Det blev endast ett arbete bland andra. På kvällarna pratade vi aldrig om vårt arbete. Istället drack vi och spelade kortspel. | „ |

I oktober 1980 i São Paulo påträffades Wagner död, knivstucken i bröstet. Enligt Wagners advokat begick han självmord.

## Populärkultur
I filmen Flykten från Sobibór från 1987 gestaltas Gustav Wagner av Hartmut Becker.